# Alekszandr Szergejevics Dargomizsszkij
Alekszandr Szergejevics Dargomizsszkij (Troickoje, 1813. február 14. – Szentpétervár, 1869. január 17.) orosz zeneszerző, akinek munkássága jelentős hatással volt a 19. század orosz zeneművészetére. A Glinka és az Orosz ötök közötti időszak legfontosabb zeneszerzői között Dargomizsszkijt tekintik a zenei realizmus megteremtőjének, aki számos követőre talált.

## Élete
Dargomizsszkij a régi orosz naptár szerint 1813. február 2-án született a tulai kormányzóságbeli Troickojéban (bár több forrás – tévesen – Dargomizst jelöli meg). Apja, Szergej Nyikolajevics, egy gazdag földbirtokos, Vaszilij Alekszejevics Ladizsenszkij házasságon kívüli gyermeke volt. Anyja, Marija Boriszovna Kozlovszkaja hercegnő (a neves író és diplomata, Pjotr Boriszovics Kozlovszkij nővére), szülei akarata ellenére ment férjhez.
Mihail Szamojlovics Pekelisz zenetörténész ír arról, hogy Kozlovszkaja hercegnő jelentős birtokot örökölt apjától, Szmolenszk közelében. Így aztán még 1813-ban, a napóleoni seregek kiűzése után, a gyermek néhány hónapos korában a család a tulai kormányzóságból a tverdunovói családi birtokra költözött. A gyermek Dargomizsszkij három és fél éves koráig itt élt. 1816-ban beköltöztek Szmolenszkbe, majd 1817-ben Szentpétervárra. A zeneszerző később is visszatért Tverdunovóba: az 1840-es évek végétől az 1850-es évek közepéig, amikor a Ruszalkán dolgozott. Azokban az években a szmolenszki vidék folklórját tanulmányozta, így ebben az operájában megfigyelhetünk néhány népi dallamot. 1861 júniusi visszatértekor – elsőként a szmolenszki kormányzóságban – felszabadította a parasztokat a jobbágyság alól és kedvező életkörülményeket teremtett a számukra.
A zeneszerző édesanyja művelt asszony volt, verseket és kisebb drámai jeleneteket írt, amelyek antológiákban és folyóiratokban meg is jelentek az 1820-as, 1830-as években. Különösen érdeklődött a francia kultúra iránt. A családban hat gyermek született: Eraszt (1811), Alekszander (1813), Szofja (1815), Viktor (1816), Ludmilla (1827) és Hermina (1827). Mindnyájukat otthon nevelték a nemesi tradíciók szellemében, és örökölték édesanyjuk művészetszeretetét. Dargomizsszkij öccse, Viktor hegedűn játszott, egyik lánytestvére hárfán, és ő maga is korán kezdett érdeklődni a zene iránt. A meleg és barátságos kapcsolat a testvérek között hosszú éveken át fennmaradt, így Dargomizsszkij, akinek nem volt családja, több éven át Szofjáéknál élt, aki a híres karikaturista, Nyikolaj Sztyepanov felesége volt.
Ötéves koráig a gyermek nem beszélt, szülei kezdetben attól féltek, hogy örök némaságra lesz kárhoztatva.
Hangja később is meglehetősen magas és enyhén rekedtes maradt, ez azonban nem akadályozta abban, hogy később könnyeket fakasszon hangjának kifejező erejével és művészi tökélyével. Amikor 1817-ben Szentpétervárra költöztek, apja állást kapott egy kereskedelmi bankban, ő maga pedig megkezdte zenei tanulmányait. Első zongoratanára Louise Volgeborn volt, majd Adrian Danyilevszkijhez került. Ő jó zongorista volt, de nem osztozott tanítványának a zeneszerzői ambíciójában. (Azért fennmaradt néhány kis zongoradarabja ebből az időszakból.)

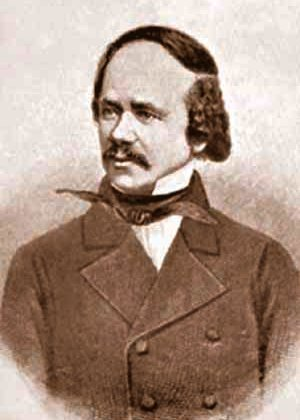
A zeneszerző fiatalkori képe

Végül három éven át Franz Schoberlechner lett a tanára, a neves zeneszerző, Johann Nepomuk Hummel tanítványa. Miután már némi gyakorlatra tett szert, fellépett jótékonysági hangversenyeken és privát összejöveteleken. Ezekben az években énekelni is tanult a neves tanárnál, Benedikt Csajbignál. 1822-től hegedülni tanult, kvartettekben is játszott, de hamar elveszítette érdeklődését e hangszer iránt. Időközben több zongoradarabot, dalokat és más műveket szerzett, melyek egy részét ki is adták.
1827 őszén Dargomizsszkij, apja nyomdokába lépve, állami szolgálatot vállalt, és munkaszeretetének, lelkiismeretességének köszönhetően karrierje gyorsan ívelt felfelé. Ebben az időszakban gyakran muzsikált otthon és operába járt, ahol elsősorban olasz szerzők műveit játszották. 1835 tavaszán megismerkedett Glinkával, akivel négykezeseket játszottak, Beethoven és Mendelssohn műveit elemezték. Glinka emellett zeneelméleti leckéket is adott Dargomizsszkijnek, továbbadva azt a tudást, amit Berlinben szerzett Sigfried Wilhelm Dehntől. Az Iván Szuszanyin (Életünket a cárért) próbáit látogatva Dargomizsszkij elhatározta, hogy maga is komponál egy jelentős színpadi művet. Témaválasztása Victor Hugo Lucrezia Borgia című drámájára esett, de az operakomponálással lassan haladt, és 1837-ben Zsukovszkij tanácsára Hugo másik művét választotta: az 1830-as években Oroszországban igen népszerűvé vált A párizsi Notre-Dame-ot. Dargomizsszkij az eredeti francia librettót használta fel, amelyet Hugo Louise Bertin számára írt, akinek operája Esmeralda címmel nem sokkal azelőtt jelent meg. 1839-ben fejezte be művének fordítási és hangszerelési munkálatait. Operájának ő is az Esmeralda címet választotta és partitúráját átadta a birodalmi színház vezetőségének. A francia szerzők stílusában írt operának hosszú évekig várnia kellett a bemutatóra, az olasz szerzők nagyobb népszerűsége miatt. A mű színvonalas drámai és zenei megoldásai ellenére, a premier után lassan lekerült a színről és gyakorlatilag el is felejtették. Önéletrajzában, amelyet a Музыка и Театр (Zene és Színház) folyóiratban adott közre A.N.Szerov, Dargomizsszkij így ír:

„Az Esmeralda teljes nyolc éven át feküdt a fiókomban. Ez a nyolc év hiábavaló várakozás – életem legmozgalmasabb időszakában – súlyos terhet jelentett egész művészi pályafutásomra is.”

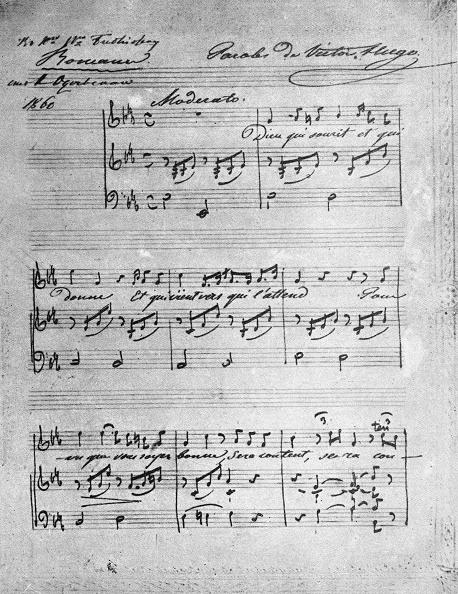
Dargomizsszkij egyik románcának kézirata, első oldal

Az Esmeralda kudarcának hatását csak súlyosbította Glinka műveinek növekvő népszerűsége. Dargomizsszkij énekleckéket kezdett adni (tanítványai kizárólag hölgyek voltak, akiktől nem fogadott el fizetséget). Románcok sorát írta ekkoriban énekhangra és fortepianóra, amelyek közül néhányat ki is adtak és egészen népszerűvé váltak. (Például: Véremben a vágy lángja ég..., Szeretlek, szépségem..., Éjszakai zefír, Tizenhat év, és mások.)
1843-ban Dargomizsszkij visszavonult és hamarosan külföldre utazott, ahol néhány hónapon át karmesterként szerepelt Berlinben, Brüsszelben, Párizsban és Bécsben. Megismerkedett a belga François-Joseph Fétis zenetudóssal, Henri Vieuxtemps hegedűművész-zeneszerzővel és a kor vezető európai zeneszerzőivel: Auberrel, Donizettivel, Halévyvel és Meyerbeerrel. 
1845-ben tért vissza Oroszországba és nagy kedvvel tanulmányozta az orosz népzenét. Ennek hatása világosan kimutatható az ebből az időből származó románcokban és dalokban: Drága leányka, Lihoraduska, A molnár, valamint a Ruszalka című operájában, amelyet a szerző 1848-ban kezdett el írni.
A Ruszalka különleges helyet foglal el a zeneszerző életművében. Alapjául Puskin azonos című verses tragédiája szolgált és 1848-1855 között készült. Dargomizsszkij maga írta meg a librettót és be is fejezte a történetet (Puskin műve befejezetlen). A Ruszalka bemutatója 1856. május 4-én volt Szentpéterváron. A kor vezető zenekritikusa, Alekszandr Szerov hosszas elismerő elemzést írt róla a színházi zenei folyóiratban. (A méltató cikk terjedelmére jellemző, hogy folytatásokban, több lapszámban jelent meg.) Ez sokban hozzájárult ahhoz, hogy az opera Oroszország vezető színházainak repertoárján maradt egy ideig és nagyban erősítette Dargomizsszkij művészi önbizalmát.
Egy ideig Dargomizsszkij közeledett a demokratikus írók köréhez, szerepet vállalt az Искра (Szikra) című szatirikus újság kiadásában és dalokat írt e kör vezető alakjának, Vaszilij Sztyepanovics Kurocskinnak a verseire.

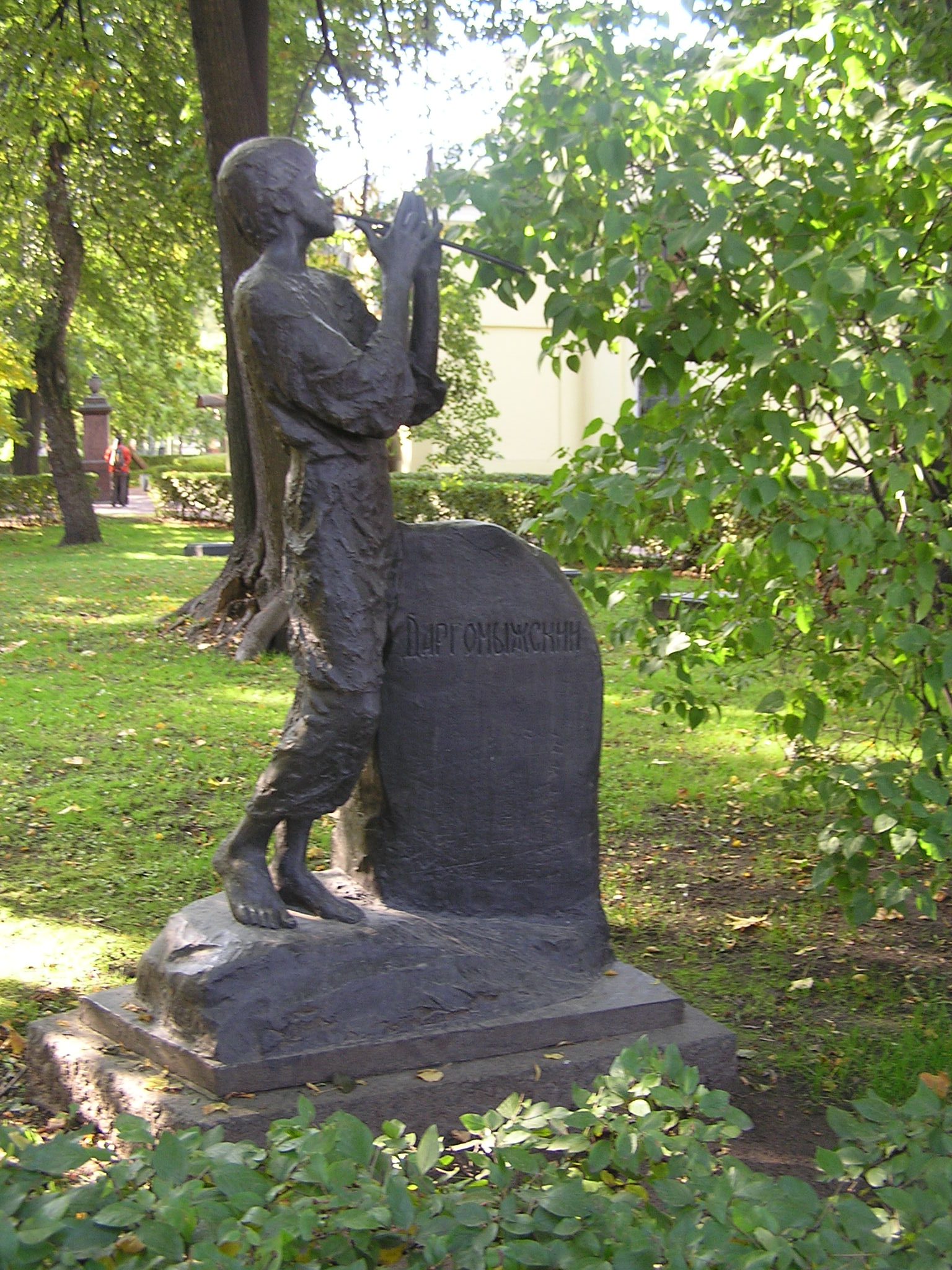
Dargomizsszkij síremléke a Tyihvin-temetőben (Szentpétervár, Alekszandr Nyevszkij monostor)

1859-ben Dargomizsszkijt az akkor alapított Orosz Zenei Társaság vezetőjévé választották. Megismerkedett a fiatal zeneszerzők csoportjával, amelynek központi figurája volt Balakirev (ebből a csoportból alakult meg később az Orosz ötök).
Dargomizsszkij új opera komponálásán gondolkodott. Témát keresve először Puskin Poltava című költeménye, majd az orosz Rogdan-legenda merült fel, de ezeket elvetette. Végül Puskin Kis tragédiák című, négy önálló darabból álló művéből A kővendég címűt választotta. A munka azonban meglehetősen lassan haladt, részben a szerző művészi válsága miatt, ugyanis a Ruszalka lekerült a színházak repertoárjáról, részben pedig a fiatalabb muzsikusok elutasító magatartása miatt. A zeneszerző ismét európai útra indult: Varsó, Lipcse, Párizs és Brüsszel voltak a főbb állomások, ahol is sikeresen szerepelt A cseléd című zenekari darabjával és a Ruszalka részleteivel. Elismerően nyilatkozott Dargomizsszkij művészetéről Liszt Ferenc is. Visszatérve hazájába, külföldi sikereitől inspirálva újult erővel látott hozzá A kővendég kidolgozásához.
A nyelvezet, amit választott majdnem egészében dallamos recitativókból áll, egyszerű akkordkísérettel, amely felkeltette az Ötök és különösen Cezar Kjui figyelmét, aki az idő tájt az orosz opera megreformálásának útjait kutatta.
Azonban Dargomizsszkij kinevezése az Orosz Zenei Társaság élére, valamint még 1848-ban írt Bacchus diadala című operájának kudarca (csaknem húsz éven át nem került színpadra), aláásták a zeneszerző egészségét és 1869. január 17-én meghalt, befejezetlenül hagyva operáját.
Végrendelkezésének megfelelően, A kővendég című operát Kjui fejezte be, a hangszerelést pedig Rimszkij-Korszakov végezte el.
Dargomizsszkij újításait fiatalabb pályatársai nem ismerték el, és leereszkedően tévútnak minősítették. A néhai Dargomizsszkij stílusának harmóniai szókincsét, a rá oly jellemző, egyéni harmóniai struktúrákat, Rimszkij-Korszakov radikálisan átszerkesztette: újabb meg újabb rétegeket rakva fel, mint a régi freskókon, saját ízléséhez igazítva ezzel a darabot (ahogy ezt tette Muszorgszkij Borisz Godunov és Hovanscsina operái esetében is).
Dargomizsszkij a Tyihvin-temető művészeknek szentelt részében, Glinka sírjának közelében alussza örök álmát.

## Munkássága
Hosszú időn keresztül Dargomizsszkij neve összefonódott A kővendég-gel, azzal a művel, amely erős hatással volt az orosz opera fejlődésére. A mű erősen innovatív stílusban íródott: nincsenek benne áriák és együttesek (nem számítva Laura két románcát), teljes egészében „dallamos recitativókból” és a zenére támaszkodó deklamációkból épül fel. Annak hogy Dargomizsszkij ilyen nyelvezetet választott nem csupán az volt a célja, hogy kifejezze a „drámai igazságot”, hanem hogy művészi megújhodást hozzon az emberi hang minden ívelésével és árnyalatával. Dargomizsszkij ezen újításai megjelennek Muszorgszkij Borisz Godunov és még egyértelműbben a Hovanscsina című operáiban. Maga Muszorgszkij több dalát Dargomizsszkijnek ajánlotta, „a zenei igazság tanítómesterének” nevezve őt.

„
Legfőbb érdeme a zenei dialógusok új, addig soha nem alkalmazott stílusa. Minden dallam a témára illeszkedik, a szereplők „beszélik a zenét”. Ez a stílus hatott Muszorgszkij művészetére is. …
A kővendég nélkül elképzelhetetlen lenne az orosz zenei kultúra fejlődése. Három opera – az Iván Szuszanyin, a Ruszlán és Ludmilla és A kővendég – hatott teremtő erővel Muszorgszkijra, Rimszkij-Korszakovra és Borogyinra. A Szuszanyin – opera, melynek főszereplője a nép, a Ruszlán – mitikus, mélyben gyökerező orosz téma, és a Vendég, amelyben a dráma uralkodik a dallam édes szépsége fölött.”

– Viktor Korsikov tanulmánya „A kővendég”-ről

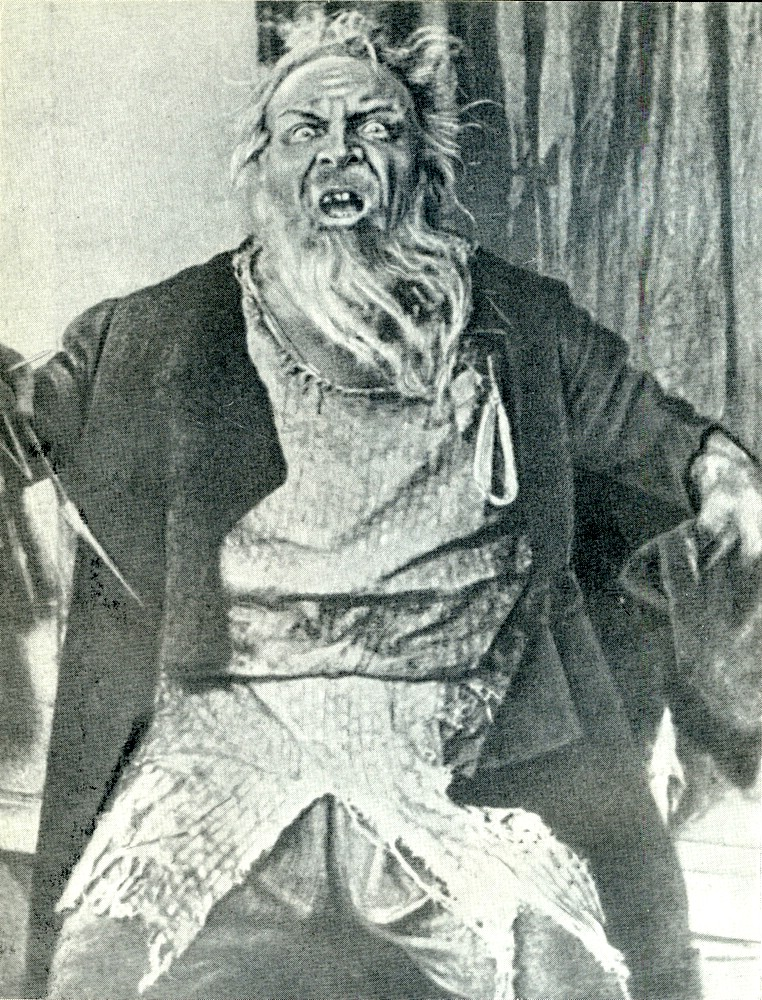
Saljapin a Ruszalka molnár szerepében

Dargomizsszkij másik operája a Ruszalka szintén fontos helyet foglal el az orosz zene történetében: az első orosz opera a hétköznapi lélektani dráma műfajában. Ebben a zeneszerző az elhagyott kedves számos változatban ismert legendáját dolgozza fel, aki tündérré változik és bosszút áll a hűtlen férfin.
Dargomizsszkij két viszonylag korai operája, az Esmeralda és a Bacchus diadala hosszú ideig várt a bemutatóra, és nem is vált népszerűvé.
Sikeresek voltak viszont a szerző vokális és kamaraművei. Korai, lírai hangvételű dalai, amelyeket az 1840-es években komponált, az orosz népzene hatását mutatják – a későbbiekben ez a stílus figyelhető meg Csajkovszkij dalaiban is. A továbbiakban dalait a mély drámai szenvedély és a kifejezés őszintesége jellemzi, megelőlegezve Muszorgszkij vokális műveit. A dalok sorában tisztán megmutatkozik a szerző komikum iránti érzékenysége is, ilyenek A hernyó, A kormányhivatalnok, stb.
Dargomizsszkij négy művet írt zenekarra, ezek: a Bolero (1839), a Baba-Jaga (1862), A szolgalegény (1864) és a Fantázia finn témákra (1867). A zenekari hangzás eredetisége és a kitűnő hangszerelés ellenére ezeket a darabokat elég ritkán adják elő. Ezek a művek Glinka szimfonikus hagyományainak folytatását jelentik, és gazdag örökségként szolgálnak a későbbi orosz szerzők zenekari műveihez.
A 20. században a Dargomizsszkij zenéje iránti érdeklődés újjáéledt: operáit a Szovjetunió vezető színházai játszották, zenekari műveit Jevgenyij Szvetlanov kiadta az Orosz szimfonikus zene antológiája sorozatban, dalai pedig az énekesek repertoárjának szerves részévé váltak. Azon zenetudósok között, akik a legnagyobb mértékben járultak hozzá Dargomizsszkij művészetének megismertetéséhez, a legismertebbek Anatolij Nyikolajevics Drozdov és a már említett Mihail Szamojlovics Pekelisz, aki számos munkáját szentelte a zeneszerzőnek.

„Dargomizsszkij maga a disszonancia. Kedveli a világos  és hangsúlyos tulajdonságokat. A kemény szituációkat keresi: a szenvedélyek feszültségét, a drámai konfliktusokat, a bánat, a félelem és a fájdalom sajgó pillanatait. Az állandóság és a nyugalom mintha idegen lett volna a számára. Nem csupán a jellemvonások megragadásának képességével bírt, de azzal is, hogy mulasson azon, amit karikaturista szemével kénytelen volt észrevenni. Irónia – és keserűség és szellem – ez az ő világa.…
…A zenei nyelv gazdagítása és megújítása, illetve a saját zenei jellemzési formák kialakítása szempontjából Dargomizsszkij bátrabb és teljesebb volt Glinkánál, mivel egy új korszak hírnöke volt, akinek csodálatos dalai mindezt ösztönösen tükrözik.”

– Borisz Vlagyimirovics Aszafjev: Az orosz zene (Русская музыка)

## Művei
Operák
- Esmeralda (Эсмеральда), 1838-1841. Opera négy felvonásban, a szerző librettójára, amely Victor Hugo: A párizsi Notre-Dame című regényén alapul. Bemutató: Moszkvai Nagyszínház, Moszkva, 1847. december 17.
- Bacchus diadala (Торжество Вакха), 1843-1848. Opera-balett Puskin azonos című műve alapján. Bemutató: Moszkva, 1867. január 23.
- Ruszalka (Русалка),[13] 1848-1855. Opera négy felvonásban, a szerző librettójára, Puskin azonos című, befejezetlen műve alapján. Bemutató: Szentpétervár, 1856. május 16.
- Mazeppa (Мазепа),  1860. Vázlatok.
- Rogdana (Pогдана), 1860-1867. Töredékek.
- A kővendég (Каменный гость),[14] 1866-1869. Opera három felvonásban Puskin Kis tragédiák azonos című harmadik darabjának szövegére. Befejezése Cézar Kjui, hangszerelése Nyikolaj Rimszkij-Korszakov nevéhez fűződik. Bemutató: Mariinszkij színház, Szentpétervár, 1872. február 16.

Zenekari művek
- Bolero (Болеро), 1839.
- Baba-Jaga (Баба-Яга, С Волги в Ригу), 1862. Bemutató: 1870.
- A szolgalegény (Казачок), 1864. Fantázia.
- Fantázia finn témákra (Чухонская фантазия), 1863-1867. Bemutató: 1869.

Vokális művek
- Dalok és románcok két énekhangra, zongorakísérettel, orosz és külföldi költők verseire, köztük a Szentpétervári szerenádok és töredékek a Mazeppa és a Rogdana című befejezetlen operákból.
- Dalok és románcok énekhangra, zongorakísérettel, orosz és külföldi költők verseire: Az öreg káplár (Старый капрал) – V.Kurocsnyik , Paladin (Паладин) – hős lovag, Ludwig Uhland versére, V.A.Zsukovszkij fordításában, A hernyó (Червяк) – Pierre-Jean de Béranger versére, V.Kurocskin fordításában, A kormányhivatalnok (Титулярный советник) – Pjotr Iszajevics Veinberg szövegére, Szerettem Önt… (Я Вас любил…) – Puskin versére, Bánatos vagyok (Мне грустно) – Lermontov versére, Tizenhat éves lettem (Мне минуло шестнадцать лет) – Anton Antonovics Delvig szövegére és mások – A. V. Kolcov, V. Sz. Kurocskin, Puskin, Lermontov, stb. verseire, köztük Laura két románca A kővendég-ből.

Zongoraművek
- Öt darab (Пять пьес), 1820-as évek: Induló (Марш), Kontratánc (Контрданс), Melankolikus keringő (Меланхолический вальс),[15] Keringő (Вальс), A szolgalegény (Казачок).
- Valse brillante (Блестящий вальс), 1830 körül.
- Variációk orosz témára (Вариации на русскую тему), 1830-as évek eleje.
- Esmeralda álmai (Мечты Эсмеральды), fantázia, 1838.
- Két mazurka (Две мазурки), 1830-as évek vége.
- Polka (Полька), 1844.
- Scherzo (Скерцо), 1844.
- Dohányszelence keringő (Табакерочный вальс), 1845.
- Lelkesedés és higgadtság (Пылкость и хладнокровие), scherzo, 1847.
- Dal szöveg nélkül (Песня без слов), 1851.
- Fantázia Glinka: Iván Suszanyinjának egy témájára (Фантазия на темы из оперы Глинки «Жизнь за царя), 1850-es évek közepe.
- Szláv tarantella (Славянская тарантелла), négy kézre, 1865.
- Az Esmeralda és más operák szimfonikus részleteinek átiratai.

## Emlékezete
- Sírjára emlékművet emeltek 1961-ben (Andrej Ivanovics Hausztov szobrászművész alkotása).
- A tulai zeneiskola Dargomizsszkij nevét viseli.
- Arszenyevoban, közel Dargomizsszkij szülőföldjéhez, egy márványtalapzaton álló bronz mellszoborral emlékeznek rá (a szobrász: Vjacseszlav Mihajlovics Klikov, az építész: V.I. Sznyegirjov). Ez volt az első és 2013-ig egyetlen szobor Dargomizsszkijről.
- Szintén Arszenyevoban található a zeneszerző múzeuma.
- Daromizsszikjről utcát neveztek el Lipeckben, Kramatorszkban, Harkivban, Vlagyimirban, Nyizsnyij Novgorodban, Tyumenyben és Alma-Atában.
- Szentpéterváron, a Mohovaja utca 30. számú ház falán emléktáblát helyeztek el.
- Dargomizsszkij zeneszerző (Композитор Даргомыжский) nevet adtak egy hajónak (ugyanaz a típus, mint a Kara Karajev zeneszerző (Композитор Кара Караев) nevet viselő másik hajó).
- A Szovjetunióban postabélyeget adtak ki az emlékezetére, 1963-ban
- Dargomizsszkij személyes tárgyait a vjazmai történelmi múzeumban állították ki.
- Vjazma városában a művészeti iskola viseli a nevét, bejáratánál emléktáblával.
- 1974. június 11-én regionális történelmi és művészeti emlékhellyé nyilvánították Tverdunovo falut, ahol a zeneszerző a gyermekkorát töltötte.
- 2003-ban a tverdunovói családi birtokot (ma a Szmolenszki terület Vjazmai körzetéhez tartozik) szintén emlékhellyé nyilvánították.
- Ugyanezen körzet Iszakovo falujában utcát neveztek el róla.
- A Vjazma-Tyomkino közötti autóúton, Iszakovo előtt, egy 2007-ben elhelyezett jelzőtábla mutatja az irányt a családi birtok, Tverdunovo felé.
- Az Orosz Központi Bank 2013. január 9-én értékes fémből készült emlékérmét bocsátott ki a zeneszerző születésének 200. évfordulójának emlékére, az Oroszország kiemelkedő személyiségei sorozatban.
- 2013. január 28-án egy felbélyegzett borítékot adtak ki, a bélyegen a következő felirattal: „200 éve született A.Sz.Dargomizsszkij zeneszerző (1813-1869)”
- Az Orosz Kulturális Örökségi Minisztérium honlapján videó oktató leckéket tettek közzé: 200 éve született A.Sz.Dargomizsszkij címmel[halott link]
- 2013. május 26-án Vjazem városában márvány talapzaton álló bronz mellszobrot avattak Dargomizsszkij tiszteletére (a szobrászművész: I.N.Csumakov, Minszk). Ez a világon a második szabadtéri alkotás a zeneszerzőről.

## Kották
- Dargomyzhsky, Aleksandr. International Music Score Library Project. (Hozzáférés: 2019. május 26.)

## Fordítás
- Ez a szócikk részben vagy egészben  a(z)   Даргомыжский, Александр Сергеевич című orosz Wikipédia-szócikk ezen változatának fordításán alapul.  Az eredeti cikk szerkesztőit annak laptörténete sorolja fel. Ez a jelzés csupán a megfogalmazás eredetét és a szerzői jogokat jelzi, nem szolgál a cikkben szereplő információk forrásmegjelöléseként.